# Perduellio
El perduellio era, en tiempos de la Antigua Roma, un término jurídico equivalente a la actual alta traición. Se utilizaba cuando un general cometía una ofensa militar, como rebelarse contra el Estado. Los casos de «perduellio» eran juzgados por las Asambleas Romanas.
Básicamente, sólo existían dos clases de actos que podían ser catalogados como «perduellio»:
- Deserción.
- Intento de golpe de Estado contra el orden político establecido o de constituir un orden político independiente al margen de Roma. A uno de estos se le llamó «Adfectatio regni».

En la época tardorrepublicana, el «perduellio» fue reemplazado por la Lex Maiestas.